# Motor W12
Um Napier Lion no Brooklands 
Museu do Motor.
Em engenharia mecânica, motor W12 é uma configuração de motor a explosão de doze cilindros distribuídos em quatro fileiras de três cilindros cada.
O motor W12, originariamente desenvolvido pela Volkswagen, é mais compacto que os V12, os quais são constituídos de duas longas bancadas de 6 cilindros.
O W12 da Volkswagen pode gerar até 650 cv (cavalo-vapor) ou 412 kw a 6.100 rpm e 66,22 kgfm de torque, este motor basicamente é formado por dois VR6 unidos pelo virabrequim único. O ângulo, entre os dois "V6" é de 72 graus e 15 graus para o ângulo interno dos "V6". O resultado é um motor de 12 cilindros compacto, propiciando no caso do Continental GT uma frente proporcionalmente pequena, favorável tanto em termos estéticos como de distribuição de peso e equilíbrio dinâmico do carro e já é encontrado em alguns países o Golf W12 com esse motor que acelera de 0 a 100 km/h em 3,7 segundos. A Audi utiliza desde 2011 um motor W12 em seu sedã A8 L 6.3, capaz de gerar 493 CV e 62,5 kgfm de torque.
Houve também uma tentativa malsucedida de implantar esse tipo de motor na F1. A equipe Life financiou a criação de um motor W12 para a Temporada de Fórmula 1 de 1990. Mas, quando pronto, fornecia apenas 360 cv, a 480 a menos do que melhores da época, os Honda, que forneciam unidades por volta dos 840 cv. O carro, o F190, que foi projetado pelo brasileiro Ricardo Divila, foi mal planejado e ainda por cima era perigoso demais para o piloto. 
O carro da equipe, na pré-qualificação, tomava de 15 a 30 segundos do líder. O motor era tão inútil que marcava tempos até quase 6 minutos mais lentos, como aconteceu com Bruno Giacomelli em Ímola (quando ficou 5 minutos e 50 segundos atrás do penúltimo colocado), e no México, quando ficou quase 3 minutos mais lento do que o vice-lanterna da sessão, Claudio Langes da EuroBrun.
O conjunto era mais lento do que alguns motores da Fórmula 3000, e até mesmo carros de turismo. A equipe fez uma tentativa de usar motores V8 no fim da temporada, ainda assim, eles não salvaram a equipe, que fechou as portas com 2 corridas de antecipação, não disputando os GP's da Japão e de Adelaide respectivamente. 
Depois disso, nenhuma outra competição de automobilismo cogitou utilizar o W12.